# Daniel A. Vallero
Daniel A. Vallero Es un científico y autor medioambiental americano. Nació en el este St. Louis, Illinois y creció en Collinsville, Illinois. Obtuvo una licenciatura y una maestría en planificación urbana y regional en Illinois Del sur Universitario-Edwardsville. También obtuvo una maestría en ingeniería civil y ambiental (ciencias de la salud ambiental) en la Universidad de Kansas y un PhD en ingeniería civil y medioambiental en Universidad de Duque con una tesis sobre el "Flujo de Fungicida de Dicarboximida a la Baja Troposfera a partir de un Suelo "Aquic Hapludult”

## Carrera
Vallero es reconocido internacionalmente por avanzar en el estado de la ciencia ambiental y la ingeniería, como autor, educador, ingeniero e investigador científico. Él ha aparecido en noticias y otros espectáculos, discutiendo recientemente sobre el reciclaje plástico en NBC es Hoy Espectáculo (http://www.today.com/video/today/51620316) y en MSNBC, y estado actual de la ética en la investigación en universidades. Comenzó su carrera profesional en la oficina regional de Kansas City de la Agencia de Protección Medioambiental de EE. UU. en 1976 y ha trabajado en numerosos otros lugares científicos desde entonces. Dirigió el Programa de Ciencia, Tecnología y Valores Humanos al Universidad de Duque de 1997 a 2005. A partir de 2005, ha sido profesor adjunto de Ética de Ingeniería en la Universidad de Duke, con nombramiento conjunto en el Departamento de Ingeniería Civil y Ambiental, y la Escuela de Artes y Ciencias Trinity. También ocupó cargos de la Universidad de Misuri-Ciudad de Kansas, Carolina del Norte Universidad Central, y como funcionario científico de la Subcomisión de Energía y Energía de la Cámara de Representantes de Estados Unidos.
En sus libros y escritos, Vallero ha adoptado la visión sistémica de los sistemas vivos, ingeniería biomédica con ingeniería medioambiental. Destaca la necesidad de incorporar las ciencias sociales a cada proyecto y diseño de ingeniería.  Como dirigente en ética de la ingeniería,  ha servido en la Academia Nacional de Ingeniería como miembro del Comité de Ética en Línea y de la Junta Ejecutiva del Instituto Nacional de Ética en Ingeniería. Vallero también ha asesorado a Sigma Xi, universidades y otras instituciones sobre ciencia y ética de la investigación y la conducta responsable de la investigación (RCR en sus siglas en inglés).
Vallero es editor para la revista del Instituto de Ingenieros Químicos' , Seguridad de los Procesos y Protección Medioambiental, así como en la revista del MDPI, Sostenibilidad. También es el editor de temas de ingeniería ambiental en la enciclopedia de la McGraw de la Ciencia & la Tecnología y del Anuario de la McGraw en Ciencia & Tecnología.

## Trabajos
Vallero es un pionero en la ingeniería ecológica y la aplicación de análisis de ciclo de la vida en diseños de ingeniería. Fue uno de los primeros en cuestionar la sostenibilidad y la ética del uso del maíz como fuente de etanol combustible. Su razonamiento fue que la dependencia de la práctica agrícola en ese momento en los combustibles fósiles necesarios para desarrollar (incluyendo fertilizantes y pesticidas), cosechar y fermentar el maíz era altamente ineficiente en términos de termodinámica. El uso del maíz para el combustible era especialmente problemático, ya que sólo se utilizaban las semillas, por no mencionar el uso indebido de una parte importante de la oferta mundial de alimentos. Vallero argumentó que otros cultivos son mucho más sostenibles, especialmente los que hacen uso de la planta entera, como el switchgrass (Panicum virgatum).
En el libro, "POLVO: La Historia interna de su función en el 11 de septiembre. Las Consecuencias,"  el científico Paul Lioy acreditado a Vallero como la principal fuente en mostrar el camino a la toma de muestras de contaminantes atmosféricos peligrosos en y alrededor de Ground Zero después de los ataques del 11 de septiembre en el World Trade Center. Lioy colaboró con Vallero en el establecimiento de un protocolo para caracterizar la exposición en las evaluaciones de riesgo después de estas emergencias. Lioy y Vallero acuñaron el término "5 R" para delinear cómo varía la evaluación de la exposición durante las cinco etapas siguientes a un desastre: 1. Rescate; 2. Recuperación; 3. Reentrada; 4. Restauración; Y 5. Rehabitación.
Con el arquitecto Chris Brasier, Vallero acuñó el término "síntevolución", como un nuevo proceso de diseño para la ingeniería ecológica y arquitectura verde. Una combinación de síntesis e innovación, el diseño sostenible no considera que la innovación sea una interrupción (ciclo de retroalimentación) para el proceso de diseño como en el concepto tradicional de "concepto hasta la terminación". Más bien, las innovaciones son esperables e integradas. Diferente del tradicional proceso paso a paso, la síntesis es un proceso en espiral, dinámico y continuamente en movimiento hacia la terminación del diseño y a lo largo de la vida del proyecto, incluyendo el reciclaje al final de su vida útil y el diseño para el desmontaje, un componente de diseño para el medio ambiente (DfE), con las innovaciones añadidas en el camino que aumentarán la sostenibilidad del proyecto sobre su ciclo de vida entero.
En su libro, "Engaño de Hormona", Lindsey Berkson cita a Vallero entre los primeros en aplicar ciencia de exposición a Interruptor endocrino.